# John P. Livadary
John P. Livadary (Istambul, 20 de maio de 1896 — Newport Beach, 7 de abril de 1987) é um sonoplasta turco-estadunidense. Venceu o Oscar de melhor mixagem de som em três ocasiões: por One Night of Love, The Jolson Story e From Here to Eternity.